# Gmina związkowa Grünstadt-Land
Gmina związkowa Grünstadt-Land (niem. Verbandsgemeinde Grünstadt-Land) − dawna gmina związkowa w Niemczech, w kraju związkowym Nadrenia-Palatynat, w powiecie Bad Dürkheim. Siedziba gminy związkowej znajdowała się w mieście Grünstadt. 1 stycznia 2018 gmina związkowa została połączona z gminą związkową Hettenleidelheim tworząc tym samym nowa gminę związkową Leiningerland.

## Podział administracyjny
Gmina związkowa zrzeszała 16 gmin wiejskich:
1. Battenberg (Pfalz)
2. Bissersheim
3. Bockenheim an der Weinstraße
4. Dirmstein
5. Ebertsheim
6. Gerolsheim
7. Großkarlbach
8. Kindenheim
9. Kirchheim an der Weinstraße
10. Kleinkarlbach
11. Laumersheim
12. Mertesheim
13. Neuleiningen
14. Obersülzen
15. Obrigheim (Pfalz)
16. Quirnheim